# Patagioenas oenops
Patagioenas oenops là một loài chim trong họ Columbidae.